# Тарачков, Александр Степанович
Александр Степанович Тарачков (1819—1870) — российский естествоиспытатель, статистик, экономист и педагог; статский советник. В статье кандидата политических наук А. И. Кондратенко говорится, что об этом человеке спустя полвека после смерти совершенно искренне говорили: «своего рода Ломоносов для нашего края во всех областях местного исследования».

## Биография
Александр Тарачков родился в 1819 году; по окончании гимназии получил, вместе с младшим братом Николаем, высшее образование в Императорский Московском университете, где окончил физико-математический факультет; среди его учителей были К. Ф. Рулье, Г. Е. Щуровский и М. Ф. Спасский. 
В 1843 году он занял должность наставника-наблюдателя и преподавателя естественной истории и физики при Орловском Бахтина кадетском корпусе (Николай Тарачков также стал преподавателем, но в Воронежском Михайловском кадетском корпусе) и оставался в этой должности до 1864 года. Вместе с тем он редактировал неофициальную часть «Орловских губернских ведомостей» и состоял секретарем Орловского статистического комитета. 
С 1864 года под его редакцией ежегодно издавались «Памятные книжки Орловской губернии». А. С. Tарачков много работал над изучением Орловской губернии. Им исследованы и описаны топография, климатические условия, почва и фауна различных уездов Орловской губернии. Несколько его статей посвящены вопросам сельского хозяйства, торговли и промышленности в той же губернии и обработке собранного им статистического материала. 
В конце 1860-х годов Александр Степанович Тарачков назначен был членом экспедиции по исследованию хлебной производительности и торговли в Российской империи, причем ему поручено было обследование Центрального района, то есть губерний Московской, Тульской, Владимирской и частей Курской, Орловской и Рязанской. Для исполнения данного ему поручения он объехал свой район и представил предварительный отчет в 1869 году, помещенный в «Известиях Императорского Русского Географического Общества» (т. V, отд. II). Он хотел представить и полный отчет и работал над его составлением в течение 1870 года, но смерть помешала ему довести этот труд до конца. 
Александр Степанович Тарачков умер 19(31) декабря 1870 года в чине статского советника.